# W Doradus
W Doradus är en variabel stjärna av okänd typ i stjärnbilden Svärdfisken och tillhör Stora magellanska molnet.
Stjärnan varierar mellan fotografisk magnitud +13,0 och svagare än 15,0 utan någon känd periodicitet.